# 祖洛夫斯基·贝洛
祖洛夫斯基·贝洛（匈牙利語：Zulawszky Béla，1869年10月23日—1914年10月24日），匈牙利男子击剑运动员。他曾代表匈牙利参加1908年和1912年夏季奥林匹克运动会击剑比赛，获得一枚银牌。